# Jinran Kim

Jinran Kim

Jinran Kim (kor.: 김진란; * 31. Dezember 1968 in Seoul) ist eine koreanische Künstlerin, die in Berlin und Seoul arbeitet. Ausgebildet als Bildhauerin, tangieren ihre Werke mehrere künstlerische Disziplinen: Malerei, Objekt- und Konzeptkunst, Installationen, Kunst im öffentlichen Raum sowie Medienkunst.
Ihr Markenzeichen sind serielle Arbeiten mit Materialien wie Asche, Seife und Gaze. Zu den Themen, die sie mehrfach behandelt hat, gehören Krieg, Zerstörung, Trauma sowie die Rollen, die Frauen und insbesondere Künstlerinnen zugewiesen werden. Ihre Arbeiten sind vertreten u. a. in den Sammlungen des MMK Museum für Moderne Kunst in Frankfurt und des Nationalmuseum für moderne und zeitgenössische Kunst in Seoul.

## Biographie
Aufgewachsen ist Jinran Kim in Seoul als Tochter eines Bankiers. Deutlich jünger als ihre beiden Geschwister, verbrachte sie als Kind sehr viel Zeit allein und beschloss früh, Künstlerin zu werden. Schon als Jugendliche besuchte sie eine Kunst- und Musikschule. 1987, mit 19 Jahren, begann sie ein Studium der Bildhauerei an der Seoul National University, das sie 1993 mit einem Master of Fine Arts abschloss.
1994, im Alter von 26 Jahren, ging sie nach Berlin, um dort an der Universität der Künste zu studieren. Seither lebt sie in Berlin, unterbrochen von Studien- und Arbeitsaufenthalten im Ausland.
Seit 2003 reist sie fast jedes Jahr nach Südkorea, um dort Projekte im Bereich Kunst im öffentlichen Raum zu realisieren. Zu diesen Projekten gehören u. a. die Medienfassaden für den Lotte World Tower  in Seoul sowie für die Gwangan Brücke in Busan (Korea).
Jinran Kim hat international ausgestellt, u. a. in Paris, Seoul und Tokio. 2022 ist sie auf der Kunstmesse Kiaf in Seoul vertreten. In Deutschland waren ihre Arbeiten u. a. im Bonner Frauenmuseum, dem Kunstmuseum Moritzburg Halle sowie dem HKW Haus der Kulturen der Welt in Berlin zu sehen.
Seit 2019 betreibt sie in Berlin den Project Space KIMGO, zusammen mit dem kanadischen Medienkünstler Baruch Gottlieb.

## Werk
Die Werke Jinran Kims sind geprägt durch ihre Biographie – durch ihre Herkunft aus Korea, einem bis heute geteilten Land, und auch durch den Wechsel in einen ihr fremden Kulturkreis, den sie als radikale Entwurzelung erlebt. Kims Arbeiten entspringen oft intimen Alltagserfahrungen wie schlafen, waschen, putzen und integrieren Materialien, die in der Kunst kaum Verwendung finden wie Seife, Asche und Gaze.

### Seife

Jinran Kim, Seifensarg, 2000. 235 × 80 × 65 cm, Seife, Plexiglas, Holz, Licht, Ton

1999 begann Jinran Kim ihr Seifenprojekt, eine Serie von Werken in den Bereichen Objekt- und Aktionskunst. Inspiriert wurde das Seifenprojekt durch Kims Erfahrung, Außenseiterin zu sein – eine Erfahrung, die akut wurde durch ihren Umzug nach Berlin:
„Ausschlaggebend dafür waren die Schwierigkeiten, mich in einer Fremdsprache auszudrücken und kulturelle Unterschiede zu überwinden. Ich war gezwungen, einen kreativen Ausweg aus meiner Isolation zu finden, und so entstand das Seifenprojekt. Die Schlüsselmerkmale dieser Arbeit sind das Überwinden von Fremdsein und Kontakt mit anderen Menschen. Ich bin anders geworden in Berlin. Und wenn ich in mein Land zurückkehre, muss ich meine Andersartigkeit wieder abwaschen und so werden, wie andere glauben, mich zu kennen. Ich kann mich völlig auslöschen.“
„Übung in Vergeblichkeit“ ist eine weitere Arbeit im Rahmen des Seifenprojekts – ein aus über 2500 Stück Seife bestehender Fußboden, den eine Performerin mit einem nassen Tuch wischt. Die Performance wurde zwischen 2001 und 2014 mehrfach gezeigt (in Berlin, Tokio auf der Gwangju Biennale in Korea und im Apeldoorn Modern Art Museum in den Niederlanden). Sie thematisiert die Bedeutung von Reinigungsritualen und verweist, so der Berliner Tagesspiegel, dabei auch auf Arbeitsteilungen, die Frauen diskriminieren.

Jinran Kim, Übung in Vergeblichkeit, Seifenboden. Yeuido Park, Seoul, Korea 2008

Jinran Kim, Übung in Vergeblichkeit. Seifenboden. Tokio 2006

Kims Seifenprojekt nutzt sehr private Objekte, um kollektive Geschichte(n) und Traumen zu evozieren. Besonders deutlich wird das in einem autobiographischen Werk, dessen Titel auf eine Erzählung von Ingeborg Bachmann namens Das dreißigste Jahr anspielt und „Mein dreißigstes Jahr“ lautet, ausgestellt u. a. in Berlin :
Ganz so, als wären es Kostbarkeiten, präsentiert Kim in einer Schautruhe aus Edelholz nicht nur die von ihr im Laufe eines Jahres genutzten Seifenstücke, sondern auch andere intime Relikte wie Unterwäsche oder abgeschnittene Finger- und Fußnägel.
„Natürlich", so die Künstlerin in einem Interview mit dem Berliner Tip, "ging es da auch um mich, aber ich hatte immer diese zweite Ebene im Kopf, das Wissen darum, dass die Nazis Juden zu Seife verarbeitet hatten.“ 

### Asche
Asche ist zentrales Material in einem Werkzyklus, der in den Jahren 2008 bis 2019 entstand. Zu diesem Werkzyklus gehören Gemälde und Zeichnungen aus Asche, wobei Kim die Asche selbst produziert aus verbranntem Holz und anmischt mit Tinte oder Farbpigmenten.
Auch dieser Werkzyklus rekurriert auf Biographisches: darauf, dass Kriege sowohl ihre alte als auch ihre neue Heimat in Schutt und Asche legten. So wie Berlin nach dem Zweiten Weltkrieg war auch Seoul nach dem Koreakrieg 1953 völlig zerstört.

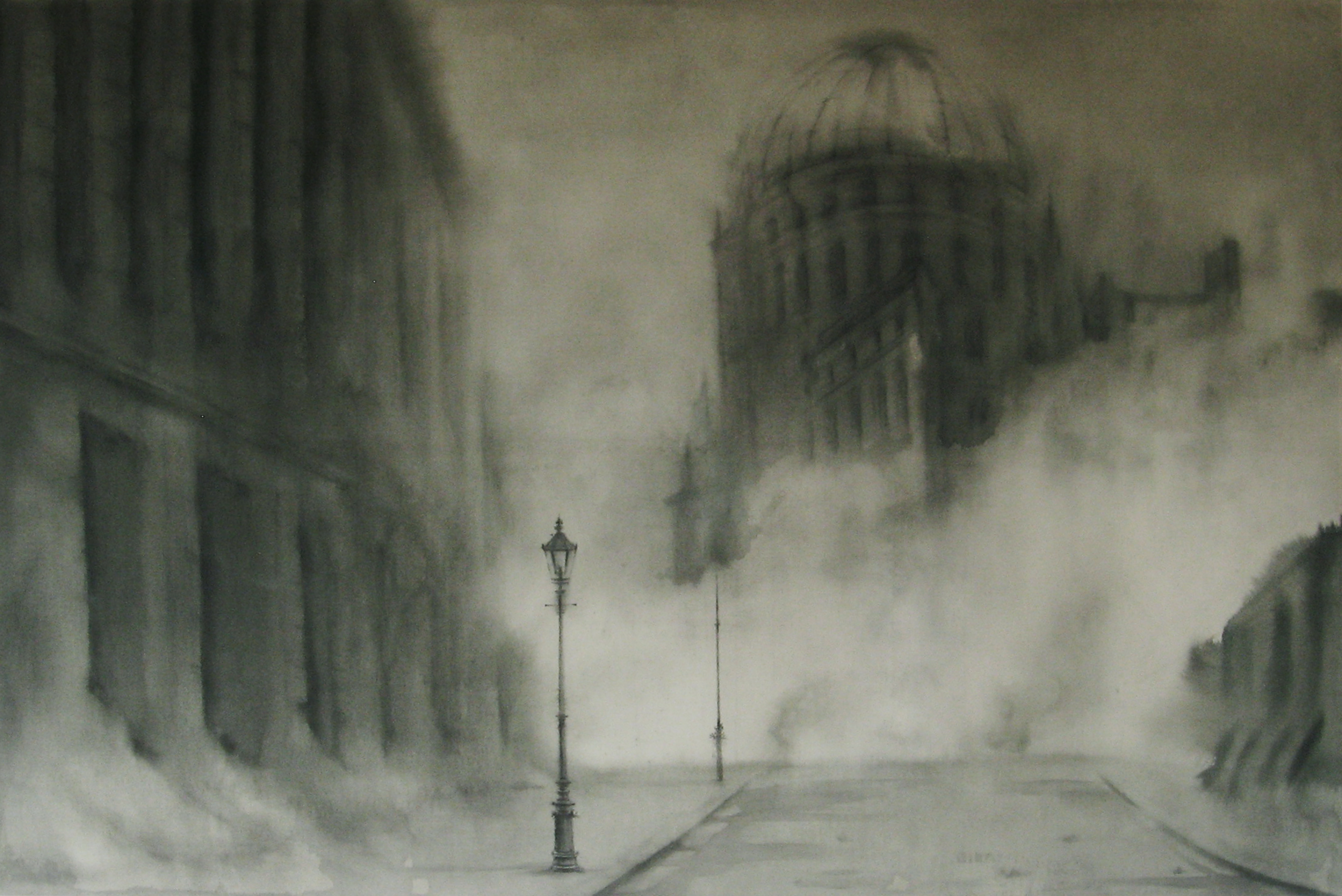
Jinran Kim, After the Rain (Serie), Gendarmenmarkt Berlin. Leinwand, Asche, Farbe. 120 × 180 cm

Unter dem Titel „After the Rain“ – benannt nach zwei Werken von Max Ernst mit den Titeln Europa nach dem Regen I und II – schuf Jinran Kim eine Serie großformatiger Gemälde, die das zerstörte Berlin im Jahr 1945 reinszenieren. Die Gemälde basieren auf historischen Fotos und sind statt mit Farbe mit Asche gemalt, die die Künstlerin durch Verbrennen historischer Möbel aus den 30er und 40er Jahren des 20. Jahrhunderts produzierte. Gezeigt wurden sie in Berlin unter anderem in der Stiftung St. Matthäus am Kulturforum am Potsdamer Platz und in der Galerie am Körnerpark.

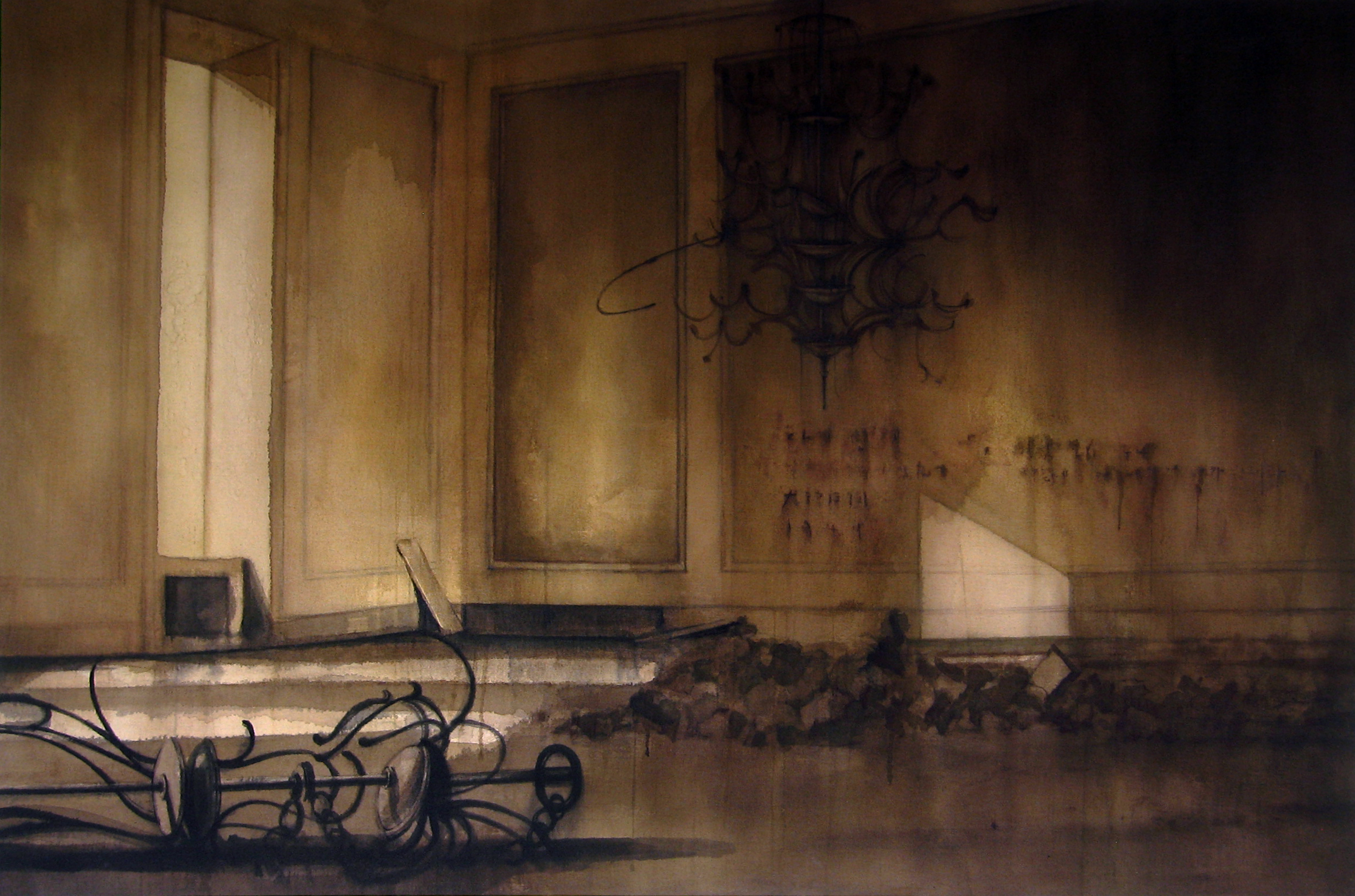
Jinran Kim, After the Rain (Serie), Spiegelsaal, Berlin. Leinwand, Asche, Farbe. 120 × 180 cm

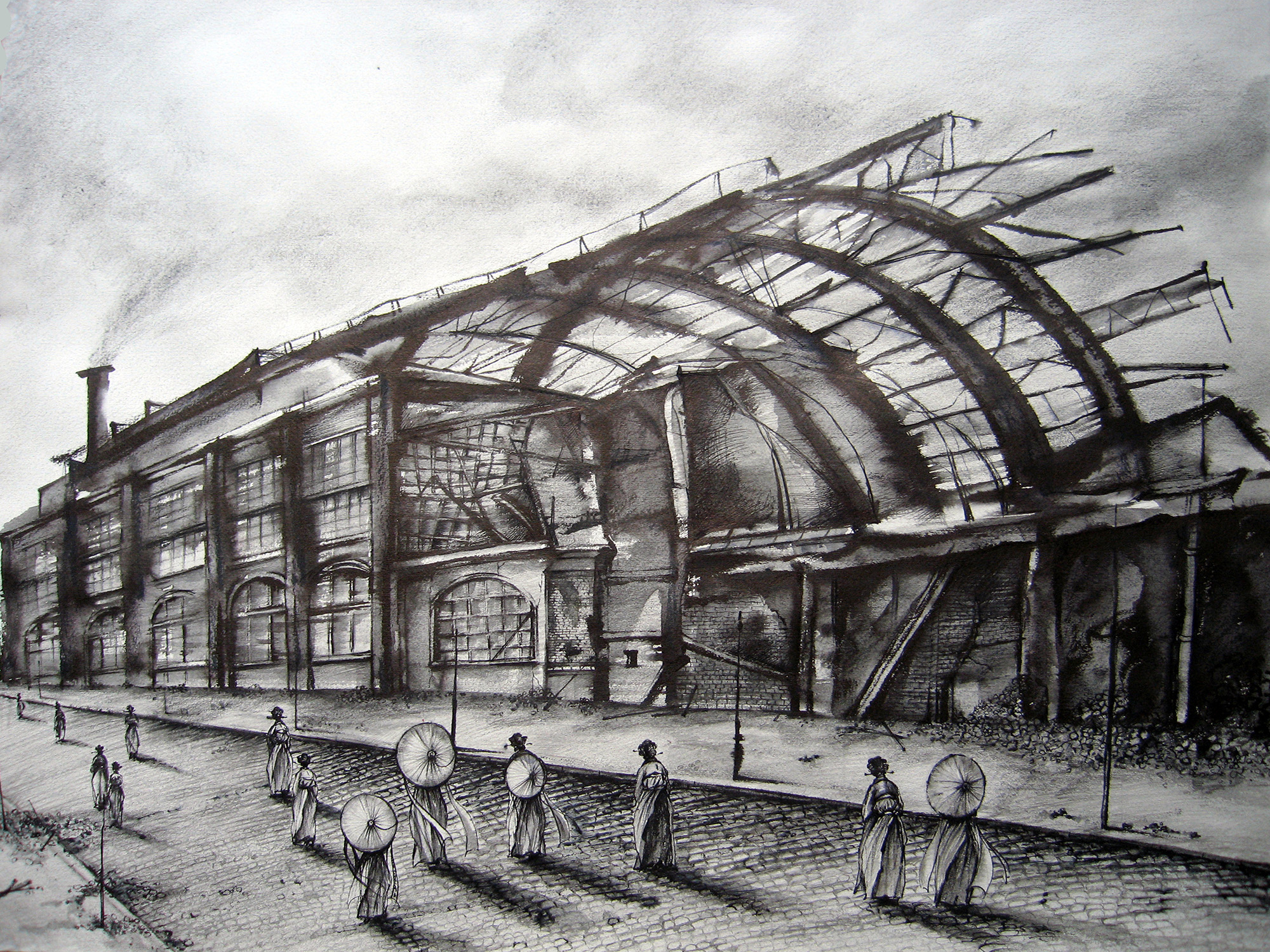
Jinran Kim, Trümmerfrauen (Serie), Berlin Alexanderplatz. Papier, Asche, Tinte, Bleistift. 20 × 30 cm

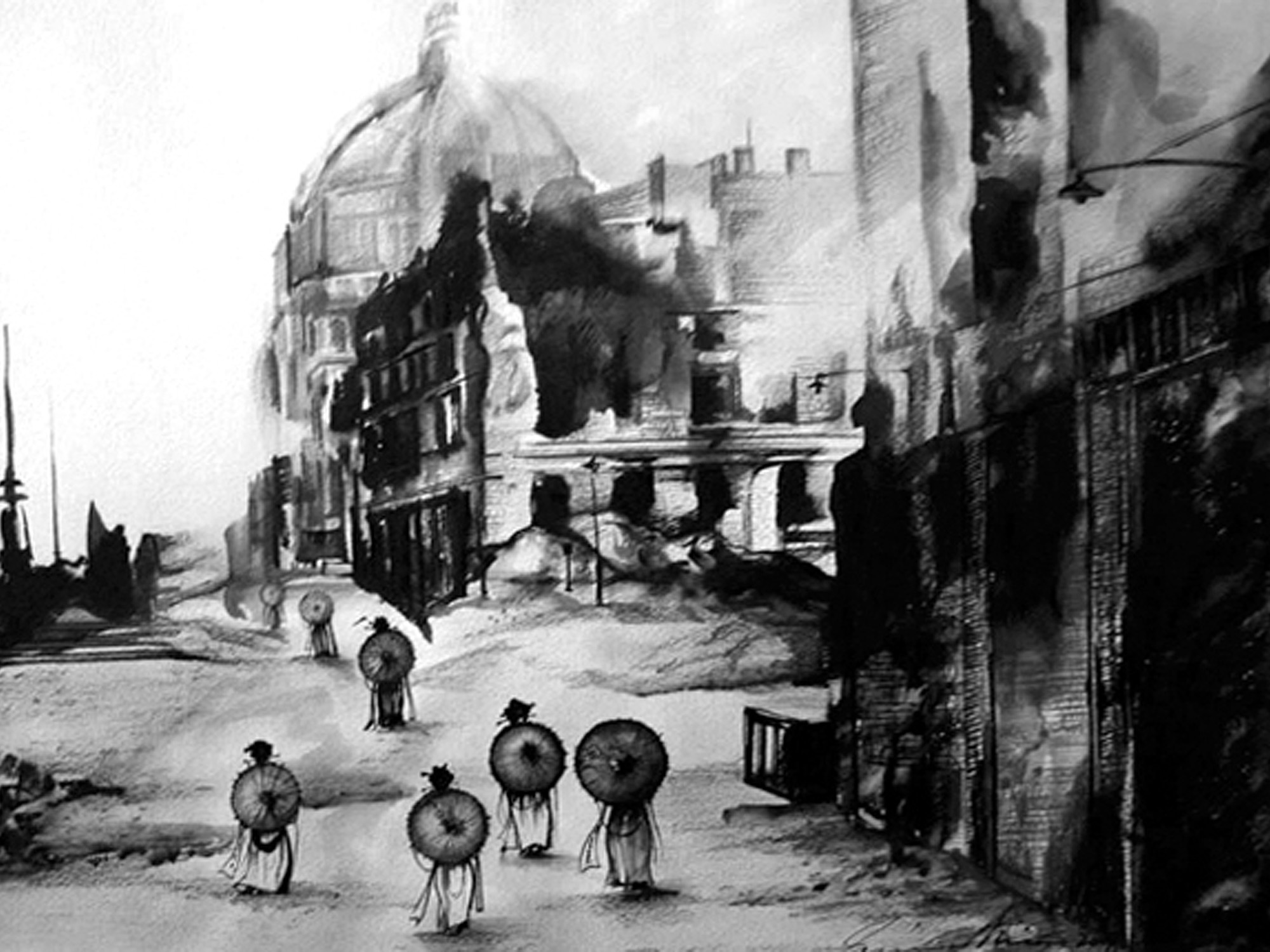
Jinran Kim, Trümmerfrauen (Serie), Berliner Dom. Papier, Asche, Tinte, Bleistift. 20 × 30 cm

Eine weitere Serie namens „Trümmerfrauen“ besteht aus Zeichnungen, in denen die Künstlerin koreanische Gisaeng durch das kriegszerstörte Berlin wandeln lässt. Die Surrealität der deplatzierten Künstlerinnen zeigt ein beinah unwirkliches Fremdsein in der Welt und spielt damit auch auf Erfahrungen von Jinran Kim an.

Die Frage, was Heimat ist, beantwortet Jinran Kim in ihrer Serie „Die letzte Matratze“. Die Serie besteht aus mit Seide und Baumwolle bezogenen Futons, auf denen Kim mit Asche jene Flecken aufgemalt hat, die der Körper und seine Ausdünstungen nach längerer Nutzung hinterlassen.
„Wenn ich gefragt werde, wo mein Zuhause ist, antworte ich, da wo meine Matratze ist. Das letzte, was ich auf dieser Welt brauchen werde, ist eine Matratze, und diese letzte Matratze wird mein Zuhause sein.“

### Gaze

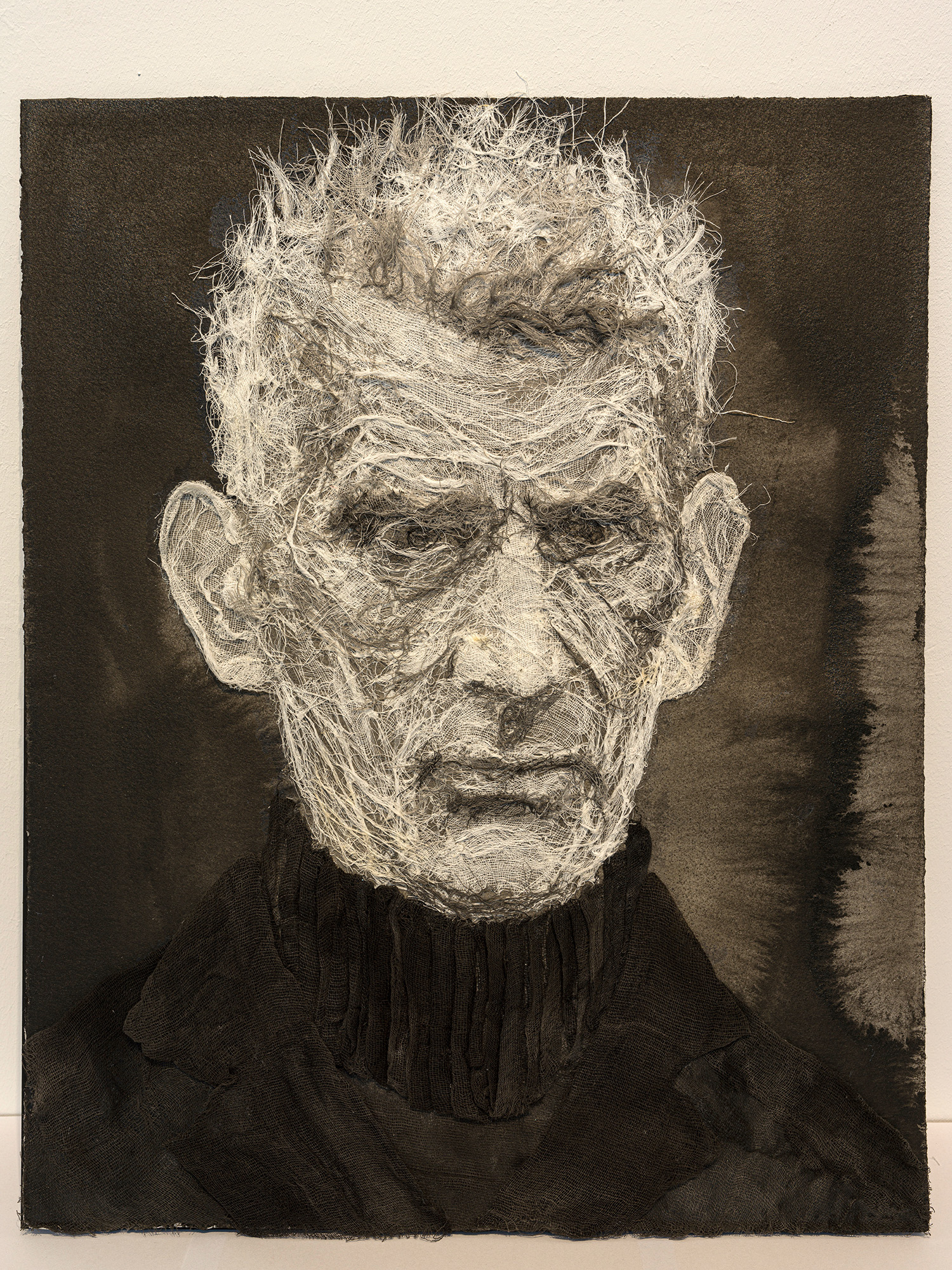
Jinran Kim, Samuel Beckett, 2017. 40 × 50 cm. Gaze, Papier, Asche

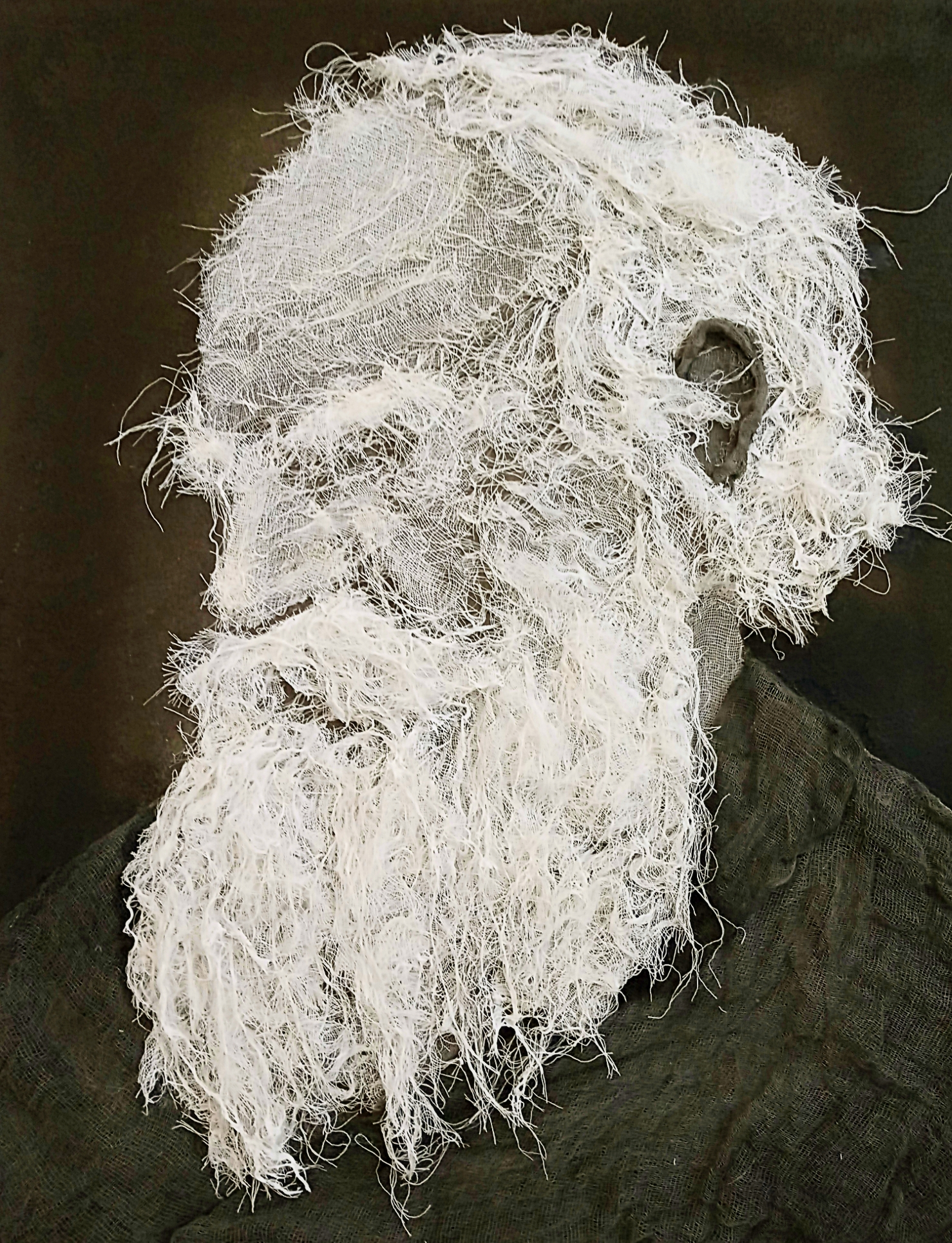
Jinran Kim, Tolstoy II, 2017. 40 × 50 cm. Gaze, Papier, Asche

Vorherrschendes Material jüngerer Werke Kims ist Gaze, ein Material, das die Künstlerin für sich entdeckte, als ihre Mutter 2015 starb:
„Meine Mutter war lange krank. Deshalb gab es zu Hause in Seoul immer Gaze. Auch nach dem Tod meiner Mutter standen noch mehrere Kästen mit Mullbinden da, mit denen ich dann mein erstes kleines Bild gemacht habe. Für mich hat Gaze als Material eine metaphorische Qualität. Es geht darum, zu heilen.“
Die ersten Bilder waren Porträts, u. a. von Arthur Schopenhauer, Lew Nikolajewitsch Tolstoi, Rosa Luxemburg und Samuel Beckett. Dann kamen Landschaften hinzu, Meere und Wälder, die von fern fotorealistisch wirken und erst von nahem offenbaren, dass sie aus vielen kleinen Stofffädchen zusammengesetzt sind. Die Künstlerin hat für diese Bilder Mullbinden zerrissen, einzelne Fäden herausgezogen und mit Asche eingefärbt, um sie dann auf Papier zu nähen.

Jinran Kim, Wordsworth, 2020. Aus der Serie Wälder. Leinwand, Gaze, Farbe. 50 × 70 cm
Jinran Kim, Humanization V, 2019. Triptychon aus der Serie Wellen. Leinwand, Gaze, Asche
Jinran Kim, Humanization V, 2019. Mittelteil des Triptychons, 120 × 150 cm
Jinran Kim, Echo, 2018. Papier, Gaze, Asche, 50 × 70 cm

## Ausstellungen

### Solo-Ausstellungen
- 2024 Galerie SchindlerLab, Potsdam
- 2020 Galerie Z22, Berlin
- 2019 St. Matthäus Stiftung, Berlin
- 2018 Kommunale Galerie Steglitz, Berlin
- 2015 St. Matthäus Stiftung, Berlin
- 2014 Galerie im Körnerpark, Barlin
- 2012 Galerie Förster, Berlin
- 2011 Gallery Weekend, Berlin
- 2011 Galerie SudeCouCou, Berlin
- 2009 Galerie Pflüger68, Berlin
- 2007 GLS Campus Berlin
- 2006 Tokyo Arts and Space (TOKAS)
- 2005 Cité International des Arts, Paris
- 1999 Heidelberger Kunstverein

### Gruppen-Ausstellungen
- 2022 Galerie Z22, Berlin
- 2021 National Museum in Julanamdo, Gwangyang, Korea 2020 Galerie Irrgang, Leipzig
- 2019 Galerie Helle Coppi, Berlin
- 2019 Korean Culture Center, Berlin
- 2017 Galerie Diskurs, Berlin
- 2016 Moritzburg Kunstmuseum, Halle

## Sammlungen
- 2017 Nationalmuseum für moderne und zeitgenössische Kunst in Seoul, Korea
- 2003 Koreanische Botschaft, Schweiz
- 2001 MMK Museum für Moderne Kunst, Frankfurt

## Kunst im öffentlichen Raum

Medienskulptur, Yeosu Expo 2012, von Jinran Kim und Baruch Gottlieb (KIMGO), 2012

Medienfassade für POSCO in Gwangyang von Jinran Kim und Baruch Gottlieb (KIMGO), 2012

Medienfassada für Sungnyemun in Seoul, Korea von Jinran Kim und Baruch Gottlieb (KIMGO), 2020

Die Projekte im Bereich Kunst im öffentlichen Raum realisiert Jinran Kim gemeinsam mit dem kanadischen Medienkünstler Baruch Gottlieb unter dem Namen KIMGO.
- 2022 Medienkunstwerk AI-Landschaft in Zusammenarbeit mit LG, Seoul, Korea
- 2022 Medienkunstwerk Guro Digital City, Seoul, Korea
- 2021 Medienfassade Kunstwerk Suwon Hwasung, Korea
- 2020 Medienfassade Kunstwerk Sungnyemun, Coex, Korea
- 2018 Medienprojekt Sulhaewon, Korea
- 2016 Lotte Tower Media Fassade Art Contents, Korea
- 2014 Busan Gwangan Bridge Medienfassaden-Kunstwerke, Korea
- 2012 Yeosu EXPO Kunstwerk, Korea
- 2012 POSCO Media Screen Inhalt, Gwuangyang
- 2011 GT Tower Medienwand-Kunstwerke, Seoul
- 2010 Techang Gebäude, Pohwang
- 2006 GLS Campus Berlin Fassadenprojekt, Berlin
- 2004 Acrovista Bodengestaltung, Seoul
- 2004 Gwangju Biennale Themenpark, Gwangju
- 2003 Gwangju neues Rathaus, Gwuangju
- 2003 Coex Intercontinental Hotel Seoul, Seoul2022 Guro Digital City, Korea